# Supercopa Argentina
Die Supercopa Argentina ist ein Fußballpokalwettbewerb in Argentinien, der vom Landesverband der Asociación del Fútbol Argentino (AFA) organisiert wird.

## Superpokal der Männer
Der Superpokal ist 2012 von der AFA ins Leben gerufen wurden. Der Sieger wird in einem Finalspiel zwischen dem Gewinner der nationalen Meisterschaft und der Copa Argentina einer Saison ermittelt. Hat eine Mannschaft beide Titel gewonnen (Double), tritt sie gegen den Vizemeister an.

### Die Spiele im Überblick
| Saison | Datum            | Meister                     | Ergebnis            | Pokalsieger             |
| ------ | ---------------- | --------------------------- | ------------------- | ----------------------- |
| 2012   | 7. November 2012 | Arsenal de Sarandí          | 0 : 0 (4 : 3 i. E.) | Boca Juniors            |
| 2013   | 31. Januar 2014  | CA Vélez Sarsfield          | 1 : 0               | Arsenal de Sarandí      |
| 2014   | 25. April 2015   | River Plate                 | 0 : 1               | Club Atlético Huracán   |
| 2015   | 10. Februar 2016 | CA San Lorenzo de Almagro 1 | 4 : 0               | Boca Juniors            |
| 2016   | 4. Februar 2017  | CA Lanús                    | 3 : 0               | River Plate             |
| 2017   | 14. März 2018    | Boca Juniors                | 0 : 2               | River Plate             |
| 2018   | 2. Mai 2019      | Boca Juniors                | 0 : 0 (6 : 5 i. E.) | Rosario Central         |
| 2019   | 4. März 2021     | Racing Club de Avellaneda   | 0 : 5               | River Plate             |
| 2022   | 1. März 2023     | Boca Juniors                | 3 : 0               | CA Patronato            |
| 2023   | 13. März 2024    | River Plate                 | 2 : 1               | Estudiantes de La Plata |

### Rangliste der Sieger
| Rang | Verein                    | Titel | Jahr(e)          | Finalt. |
| ---- | ------------------------- | ----- | ---------------- | ------- |
| 1    | River Plate               | 3     | 2017, 2019, 2023 | 2       |
| 2    | Boca Juniors              | 2     | 2018, 2022       | 3       |
| 3    | Arsenal de Sarandí        | 1     | 2012             | 1       |
| 3    | Club Atlético Huracán     | 1     | 2014             | /       |
| 3    | CA Lanús                  | 1     | 2016             | /       |
| 3    | CA San Lorenzo de Almagro | 1     | 2015             | /       |
| 3    | CA Vélez Sarsfield        | 1     | 2013             | /       |
| 8    | Rosario Central           | /     |                  | 1       |
| 8    | Racing Club de Avellaneda | /     |                  | 1       |
| 8    | CA Patronato              | /     |                  | 1       |
| 8    | Estudiantes de La Plata   | /     |                  | 1       |

## Superpokal der Frauen
Der Superpokal für den Frauenvereinsfußball (span: Supercopa Argentina de Fútbol Femenino) wurde 2015 ins Leben gerufen wurden. In Ermangelung eines eigenen AFA-Pokalwettbewerbs für Frauenteams wurde hier der Superpokal in einem saisonübergreifenden Ausscheidungsturnier ermittelt, für den in der Saison 2015 zehn Teams der ersten und sieben Teams der zweiten Frauenfußballliga qualifiziert waren. Für die nachfolgenden Jahre wurden keine weiteren Austragungen des Superpokals der Damen durchgeführt. Einziger Sieger des Superpokals war der CA Boca Juniors, der das Endspiel am 7. November 2015 gegen CA San Lorenzo de Almagro mit 2:1 gewann.

### Die Spiele im Überblick
| Saison | Datum            | Meister      | Ergebnis | Finalist                  |
| ------ | ---------------- | ------------ | -------- | ------------------------- |
| 2015   | 7. November 2015 | Boca Juniors | 2:1      | CA San Lorenzo de Almagro |

### Rangliste der Sieger
| Rang | Verein       | Titel | Jahr(e) | FT |
| ---- | ------------ | ----- | ------- | -- |
| 1    | Boca Juniors | 1     | 2015    | 1  |